# Cidariophanes oppositata
Cidariophanes oppositata là một loài bướm đêm trong họ Geometridae.